# ワット・ゴーズ・アラウンド・カムズ・アラウンド
ワット・ゴーズ・アラウンド・カムズ・アラウンド（What Goes Around Comes Around ／WGACA）は、アメリカ合衆国にあるヴィンテージファッションのショップおよびそのオリジナルブランド。
1993年、大学時代からの友人同士であるジェラード・メイワン（Gerard Maione）とセス・ワイザー（Seth Weisser）の2人によって、ニューヨークで設立。1960〜70年代風のレトロなスタイルにトレンドを取り入れたオリジナルコレクション、ヴィンテージアイテムやリメイク品を扱っている。
ハリウッドのセレブに人気が高く、COSMOPOLITAN、 Glamour 、ELLE等のファッション雑誌にも多数掲載。現在は、ニューヨークとロサンゼルスにショップを構えるほか、ニーマン・マーカス、ハービー・ニコルズ、レーン・クロフォードといった米国内のデパートに出店しており、東京・原宿のKitsonなど海外でも展開している。